# Bahnhof Berlin Messe Süd
Der Bahnhof Berlin Messe Süd (Eichkamp) ist ein an der Spandauer Vorortbahn gelegener Haltepunkt. Die im Berliner Ortsteil Westend des Bezirks Charlottenburg-Wilmersdorf gelegene Station wurde am 23. August 1928 eröffnet. Seit der Inbetriebnahme fahren die Züge der Berliner S-Bahn den Halt mit Unterbrechung von 1980 bis 1998 an. 2002 erhielt der zuvor Eichkamp genannte Halt seinen heutigen Namen, dieser nimmt Bezug auf das Berliner Messegelände nördlich der Bahn sowie die Siedlung Eichkamp, die sich südwestlich der Station erstreckt.

## Lage und Aufbau

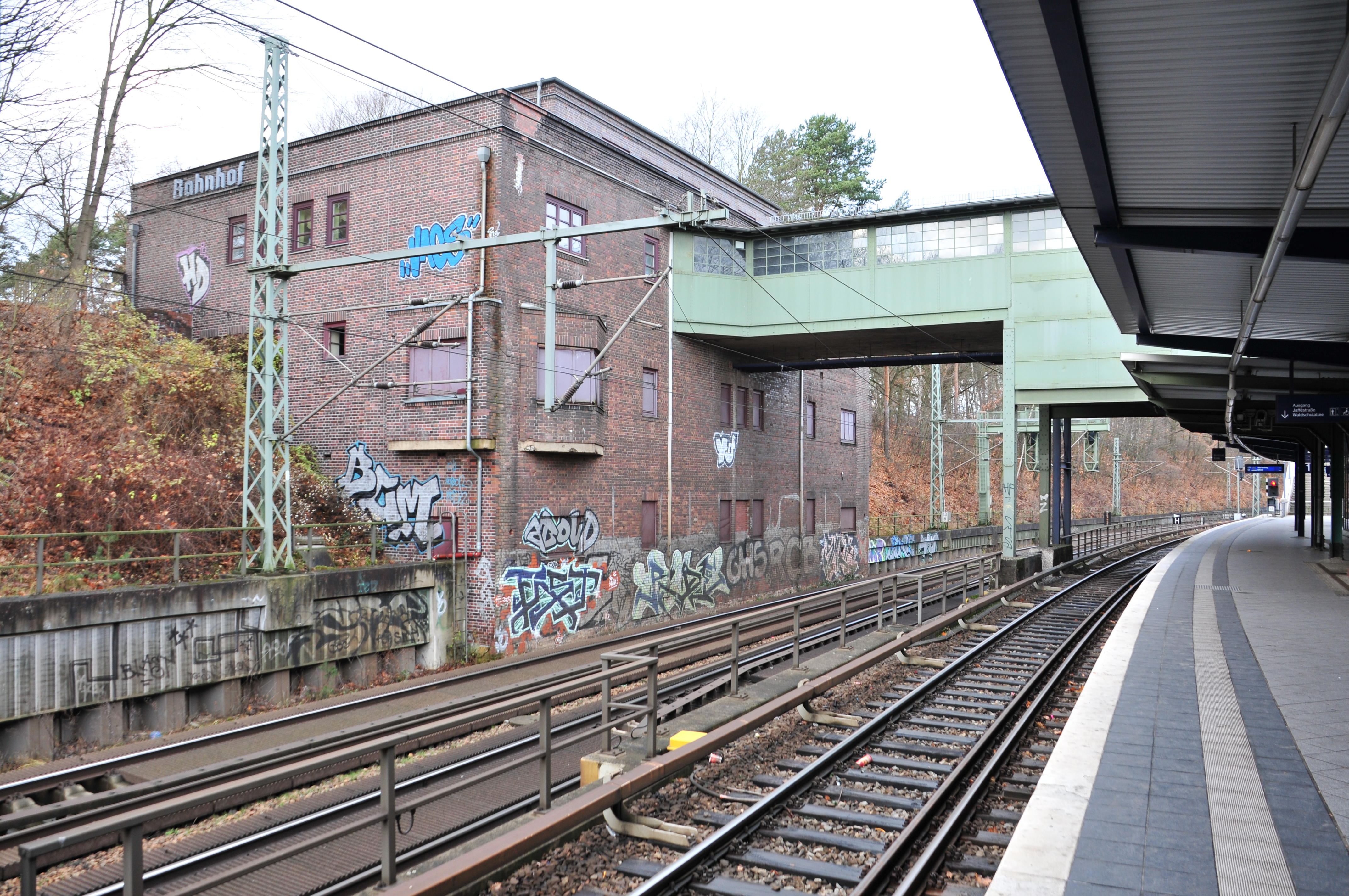
Empfangsgebäude Gleisseite mit dem ehemaligen Stellwerk Eich, 2011

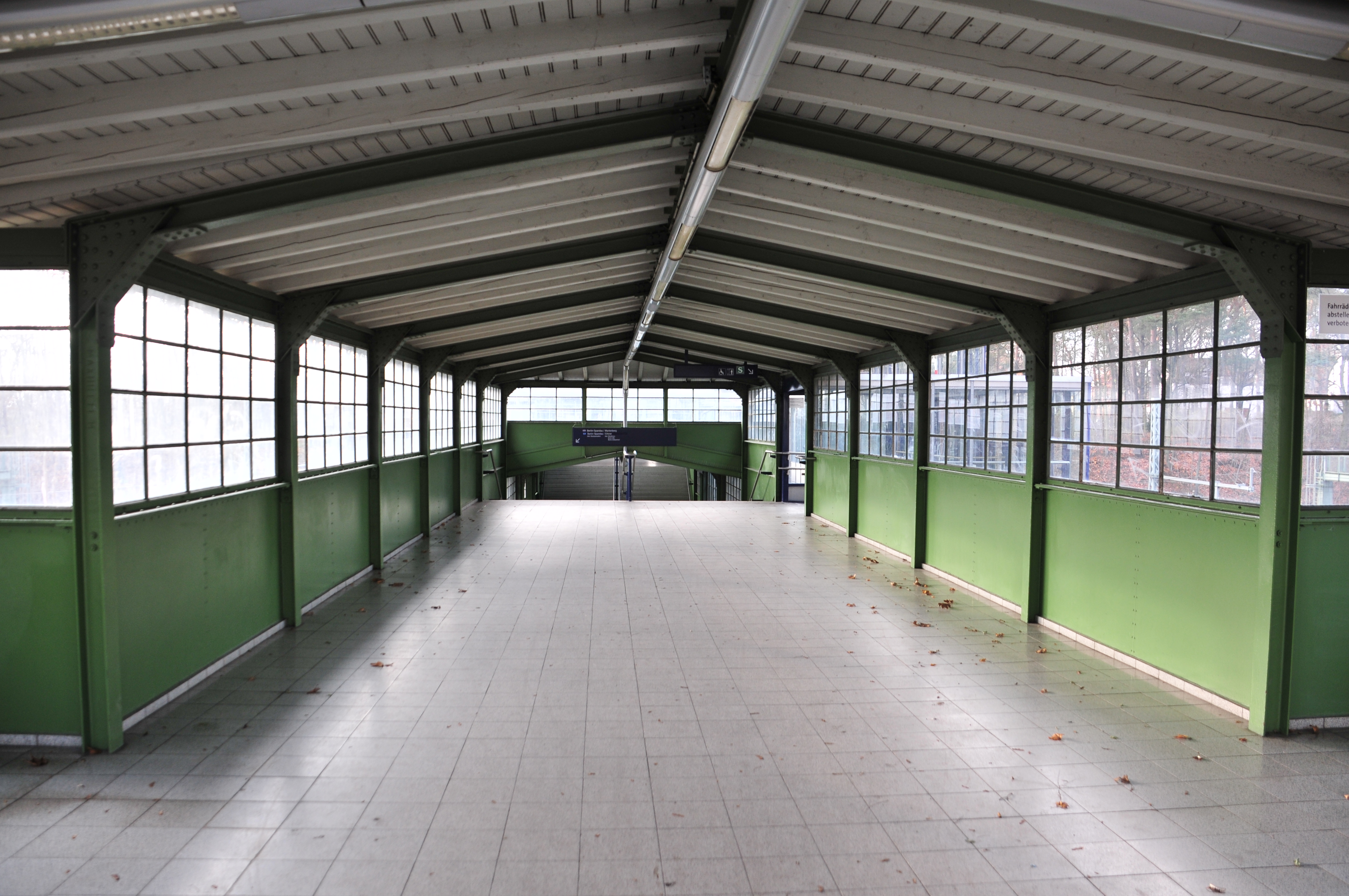
Brückensteg zwischen dem Empfangsgebäude und der Jafféstraße sowie zum Bahnsteig, 2011

Der Haltepunkt liegt am Streckenkilometer 13,6 der Spandauer Vorortbahn von Westkreuz nach Stresow. Parallel zu den Vorortgleisen verlaufen die Ferngleise des Hamburger Stadtbahnanschlusses, die südlich am Bahnsteig vorbeigeführt wird und in Richtung des Bahnhofs Heerstraße die Vorortgleise niveaufrei kreuzt. Die gemeinsame im Einschnitt geführte Trasse wird im Norden vom Messegelände und der Jafféstraße sowie im Süden von der Siedlung Eichkamp eingefasst.
Das Empfangsgebäude an der Waldschulallee ist wie der mittlere Aufgang in rotbunter Klinkerbauweise nach Plänen von Richard Brademann ausgeführt. Das Empfangsgebäude war in seiner Straßenfassade dem des Bahnhofs Westkreuz nahezu identisch. Über dem breit gelagerten Erdgeschoss mit dreieckigen Wandvorlagen und einem profilierten Abschlussgesims erhebt sich zurückgesetzt der Oberlichtaufbau. An den Wandvorlagen waren senkrechte Opalglasleuchten angebracht, die zusammen mit den in Leuchtschrift gehaltenem Bahnhofsnamen eine eindrucksvolle Beleuchtungssituation bei Nacht hervorriefen. Bei der Wiederinbetriebnahme wurden die Leuchtbuchstaben durch goldenfarbige Einzelletter ersetzt. Zwischen dem Eingang (rechts) und dem Ausgang (links) war ein Kiosk mit Verkaufsfenster zur Straßenseite angebracht. Im Innern der Empfangshalle waren die Gepäckannahme, zwei 1935 ergänzte Fahrkartenschalter und eine Gassenschänke, linkerhand die Bahnhofsgaststätte eingerichtet. Die Hallenwände sind im unteren Teil über einer schwarzen Sockelreihe mit gelben Keramikfliesen verblendet, den oberen Abschluss bildet ein schmales Gesimsband aus schwarzen Keramikformsteinen. Der obere Wandabschluss und die Decke sind cremefarben verputzt. Die Gassenschänke, Bahnhofswirtschaft und der Kiosk wurden bei der Inbetriebnahme 1998 nicht wiedereröffnet und stehen leer.
Durch die Lage des Gebäudes am Hang war die Gleisseite dreigeschossig ausgebildet. Die beiden Untergeschossen wurden für Diensträume genutzt, im südöstlichen Teil des ersten Untergeschosses war ferner das Stellwerk Eich integriert, das den Fern- und Vorortverkehr auf der Strecke in diesem Bereich regelte.
Mittig vom Empfangsgebäude geht der von einem Passimeter unterteilte Durchgang zum Brückensteg ab, von dem beidseitig Treppenabgänge zum Bahnsteig führten. Die grün lackierten Eisenkonstruktionen heben sich deutlich von den roten Klinkern des Empfangsgebäudes ab. Die Hochbauten des Bahnsteigs für Diensträume, Aborte etc. weisen auskragende Flachdächer auf. Die Ausfachungen der Eisenkonstruktion wurden mit rotbunten Keramikfliesen verblendet. Der 160 Meter langen Mittelbahnsteig für die S-Bahn ist auf zwei Dritteln der Länge überdacht. Neben dem mittleren Aufgang zum Empfangsgebäude an der Waldschulstraße und der Jafféstraße existieren seit 1998 ein westlicher Ausgang zum Messegelände und ein östlicher Ausgang zur Eichkampstraße. Einer der bestehenden Treppenabgänge wurde ferner durch einen Aufzug ersetzt.
Die Anlage ist als Baudenkmal in der Berliner Landesdenkmalliste aufgeführt.

## Geschichte

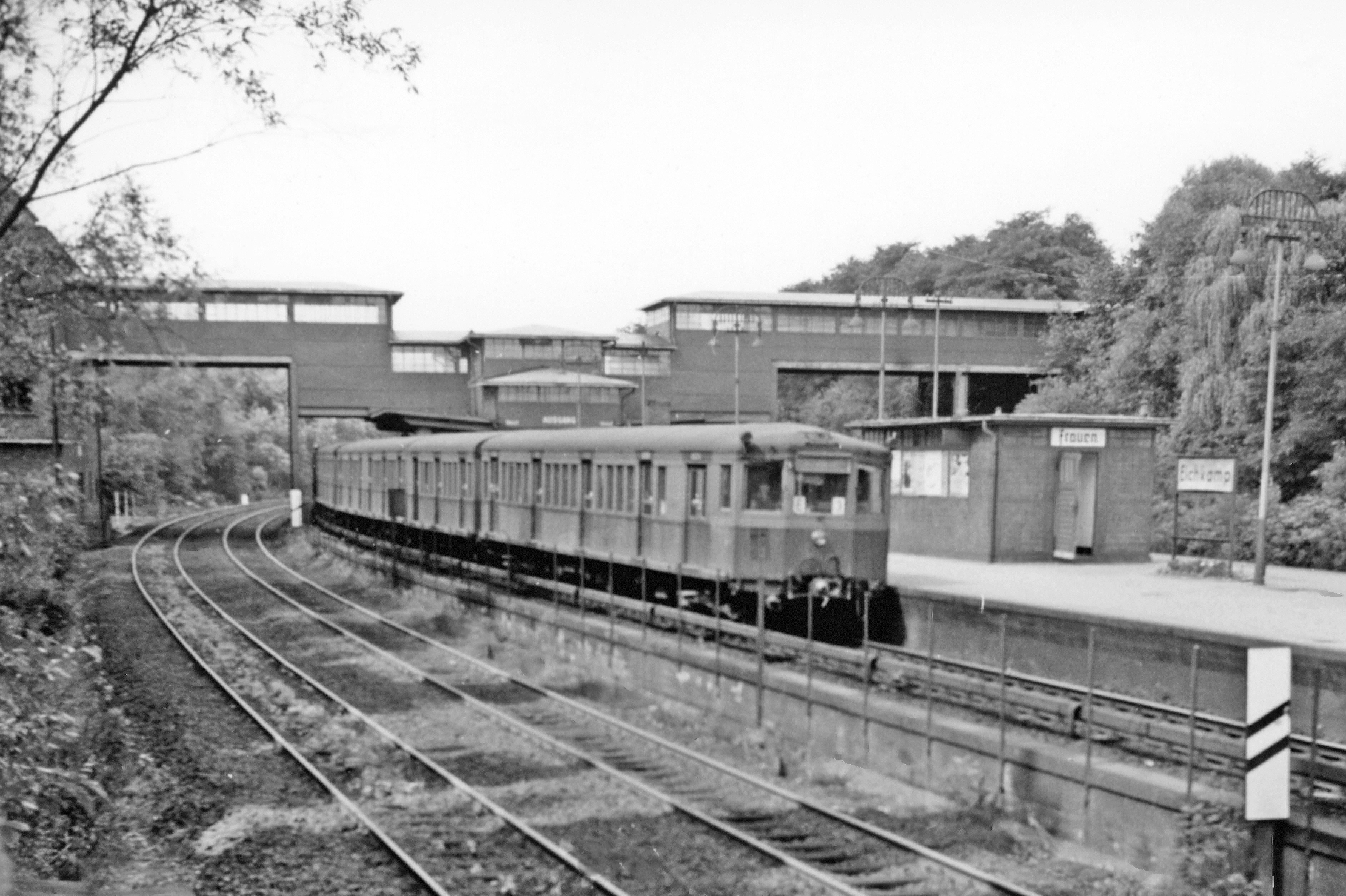
Zug der Baureihe ET/EB 169 am Bahnhof Eichkamp, 1961

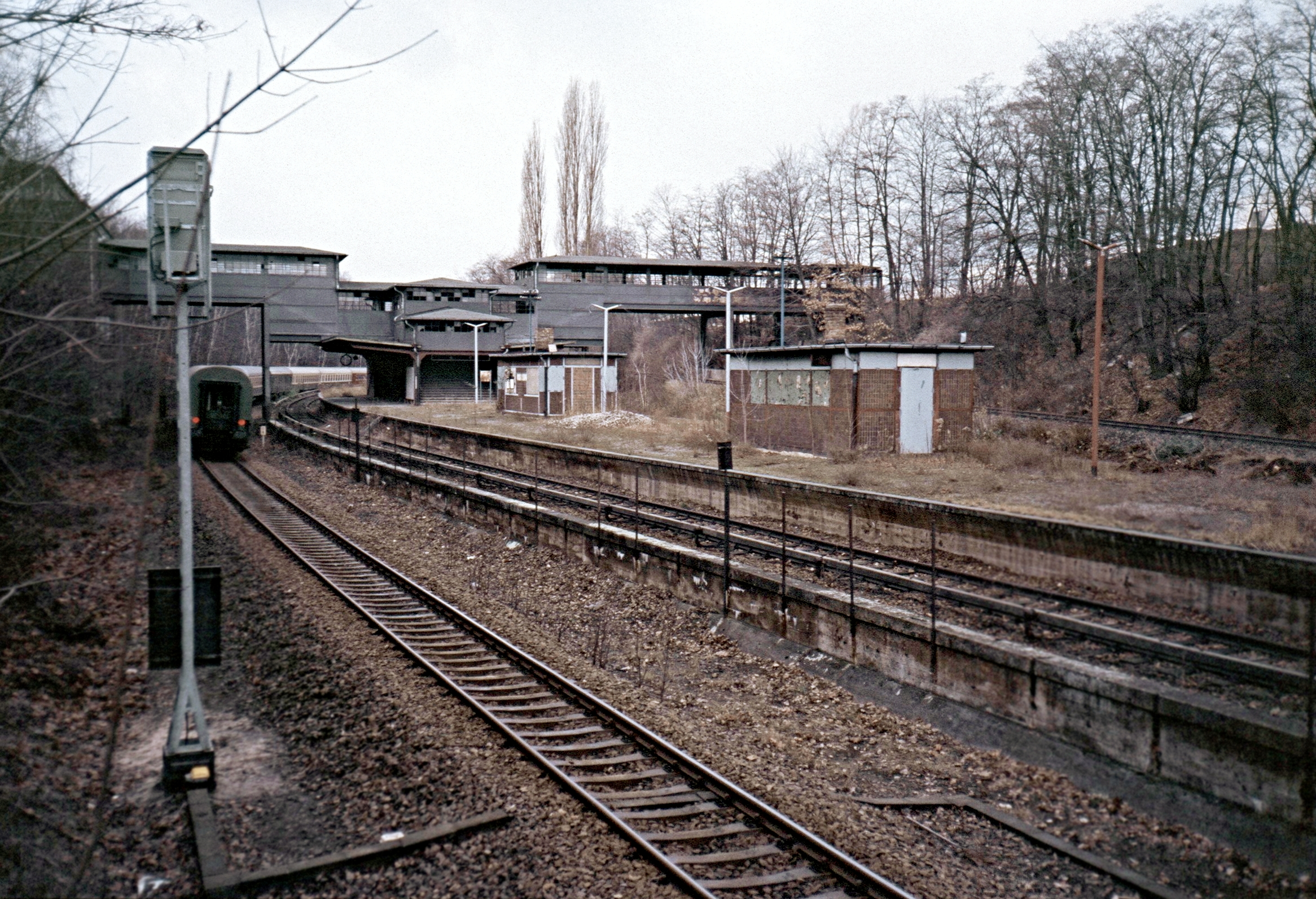
Stillgelegter S-Bahnhof Eichkamp, links ein Transitzug nach Hamburg, 1986

Der erste Haltepunkt Eichkamp wurde am 1. Mai 1896 an der Wetzlarer Bahn eröffnet und befand sich etwa 250 Meter Luftlinie südöstlich des heutigen S-Bahnhofs. Der Haltepunkt verfügte über einen Mittelbahnsteig, der einzige Ausgang führte nach Osten zur Werkstattstraße (seit 1925: Cordesstraße), wo sich ein kleines Fahrkartenhäuschen befand. Die Verbindungsbahn nach Spandau führte zu dieser Zeit auf direktem Wege über das heutige Messegelände von der Wetzlarer Bahn zum Bahnhof Heerstraße. Im Zuge der „Großen Elektrisierung“ der Berliner Stadt-, Ring- und Vorortbahnen sowie dem Bau des Messegeländes wurden die Bahnanlagen im Kreuzungsbereich von Wetzlarer und Ringbahn sowie den hier aus Spandau zulaufenden Strecken umfangreich verändert. Die Verbindungsbahn nach Spandau wurde nach Süden verschwenkt, um Platz für die Erweiterung des Messegeländes zu machen. Gleichzeitig erhielt sie ein zweites Gleispaar zur vollständigen Trennung des Fernverkehrs vom Vorortverkehr. Als Umsteigepunkt zwischen den einzelnen Vorortstrecken sowie als Zugang zum Messegelände entstand 1928 der Turmbahnhof Ausstellung (seit 1932: Westkreuz). Der alte Haltepunkt Eichkamp an der Wetzlarer Bahn wurde aufgegeben und dafür ein neuer Haltepunkt gleichen Namens an der Spandauer Vorortbahn eingerichtet. Am 23. August 1928 wurde der alte S-Bahnhof aufgegeben und zeitgleich der neue Bahnhof in Betrieb genommen. Zunächst erhielt der Halt nur einen Ausgang zur Waldschulallee um die Siedlung Eichkamp verkehrlich zu erschließen. Aus Kostengründen erfolgte eine Bahnsteigüberdachung nur auf Höhe der Treppenaufgänge, eine vollständige Überdachung sowie ein nordöstlicher Ausgang zum Messegelände waren allerdings schon vorgesehen.
Im Jahr 1935 wurde zur besseren Anbindung des Messegeländes sowie der neu errichteten Deutschlandhalle der zweite Ausgang in Verlängerung der Fußgängerbrücke eröffnet. Der Entwurf von Fritz Hane und Hugo Röttcher orientierte sich an der bereits bestehenden Anlage, verzichtete aber auf ein Empfangsgebäude. Der Zugangsbau wies lediglich eine schlichte Halle mit Fahrkartenschaltern und Passimetern auf. Am 15. Mai 1936 erfolgte die Umbenennung des Haltepunkts in Deutschlandhalle.
Der S-Bahn-Verkehr kam kriegsbedingt im April 1945 zum Erliegen und wurde am 9. Juni 1945 wieder aufgenommen. Zum 1. Oktober 1946 erfolgte die Rückbenennung in Eichkamp.

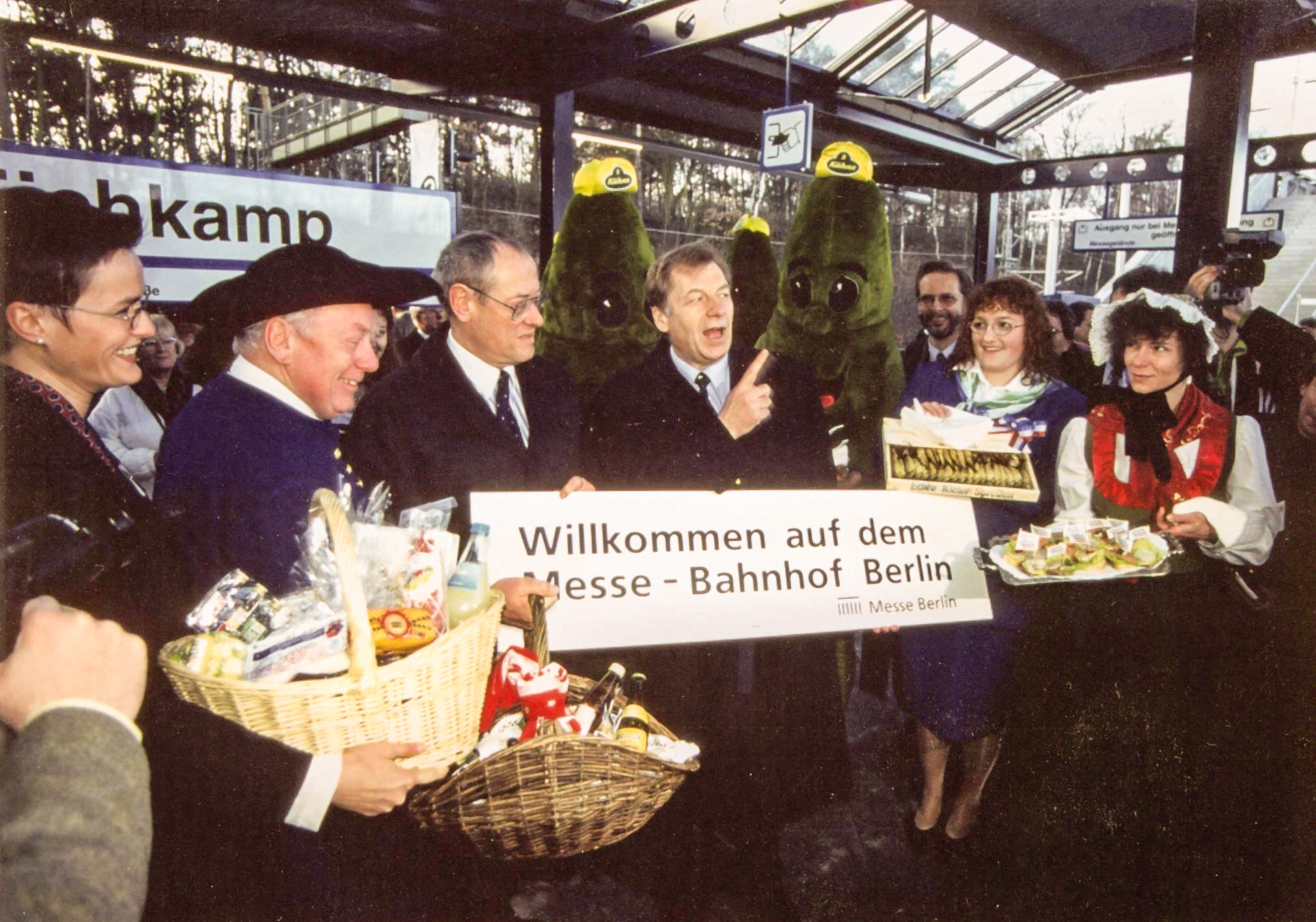
Wiedereröffnung des S-Bahnhofs Eichkamp unter Anwesenheit des damaligen Regierenden Bürgermeisters Eberhard Diepgen, 1998

Nach dem Mauerbau und dem darauf folgenden S-Bahn-Boykott gingen die Fahrgastzahlen im gesamten West-Berliner S-Bahn-Netz drastisch zurück. Dieser Entwicklung folgte am 17. September 1980 ein Streik der West-Berliner Reichsbahner, infolge dessen die Reichsbahn den Verkehr auf den meisten Strecken einstellte, so auch auf der Spandauer Vorortbahn. Obwohl die Eingänge in Eichkamp nach dieser Entwicklung verschlossen wurden, war der Halt in der darauf folgenden Zeit dem Vandalismus ausgesetzt.
Am 9. Januar 1984 übernahmen die Berliner Verkehrsbetriebe (BVG) die Betriebsrechte der West-Berliner S-Bahn. In den darauf folgenden Jahren wurde der südliche Abschnitt der Spandauer Vorortbahn zu Fahrschulzwecken genutzt. Eine Wiederinbetriebnahme war darüber hinaus vorgesehen. Die Pläne konkretisierten sich mit der Wiedervereinigung beider Stadthälften 1989/1990. Im Folgejahr 1991 erfolgte als erste Maßnahme die Sanierung des Empfangsgebäudes. 1997 wurden die übrigen Anlagen des Haltepunktes saniert, dem am 16. Januar 1998 die Wiederinbetriebnahme des Streckenabschnittes von Westkreuz nach Pichelsberg folgte. Der Nordzugang wurde später abgetragen und an seiner Stelle eine Aufzuganlage für den barrierefreien Zugang errichtet. Im Zusammenhang mit der Wiedereröffnung wurden ferner ein östlicher Zugang zur Eichkampstraße sowie ein westlicher Zugang zum Messegelände realisiert. Letzterer ist ausschließlich bei Veranstaltungen geöffnet und für den Besucherandrang entsprechend breit ausgeführt. Zur besseren Orientierung wurde die Station am 16. Juni 2002 in Messe Süd (Eichkamp) umbenannt.

## Verkehr
Der S-Bahnhof wird seit Dezember 2017 von den Linien S3 und S9 der S-Bahn Berlin angefahren, wodurch direkte Verbindungen in Richtung Spandau, Erkner und Flughafen Berlin-Schönefeld bestehen. An der Eichkampstraße besteht eine Umsteigemöglichkeit zur Omnibuslinie 349 der Berliner Verkehrsbetriebe.
| Linie | Verlauf |
| ----- | --- |
|       | Spandau – Stresow – Pichelsberg – Olympiastadion – Heerstraße – Messe Süd – Westkreuz – Charlottenburg – Savignyplatz – Zoologischer Garten – Tiergarten – Bellevue – Hauptbahnhof – Friedrichstraße – Hackescher Markt – Alexanderplatz – Jannowitzbrücke – Ostbahnhof – Warschauer Straße – Ostkreuz – Rummelsburg – Betriebsbahnhof Rummelsburg – Karlshorst – Wuhlheide – Köpenick – Hirschgarten – Friedrichshagen – Rahnsdorf – Wilhelmshagen – Erkner                 |
|       | Spandau – Stresow – Pichelsberg – Olympiastadion – Heerstraße – Messe Süd – Westkreuz – Charlottenburg – Savignyplatz – Zoologischer Garten – Tiergarten – Bellevue – Hauptbahnhof – Friedrichstraße – Hackescher Markt – Alexanderplatz – Jannowitzbrücke – Ostbahnhof – Warschauer Straße – Treptower Park – Plänterwald – Baumschulenweg – Schöneweide – Johannisthal – Adlershof – Altglienicke – Grünbergallee – Schönefeld (bei Berlin) – Waßmannsdorf – Flughafen BER |